# マニック・ピクシー・ドリーム・ガール
マニック・ピクシー・ドリーム・ガール (英語: Manic Pixie Dream Girl、略称MPDG) は映画のストックキャラクターの一種である。「悩める男性の前に現れ、そのエキセントリックさで彼を翻弄しながらも、人生を楽しむことを教える“夢の女の子”」と定義される。英語で"manic"は「躁病的な」、"pixie"は「小妖精」、"dream"は「夢」、"girl"は「若い女性」を意味する。

## 意味
映画批評家のネイサン・ラビンは、『エリザベスタウン』 (2005)でキアステン・ダンストが演じるクレアのキャラクターを見た後、この言葉を発明し、マニック・ピクシー・ドリーム・ガールは「繊細な脚本家兼監督の熱に浮かされた想像力の中にのみ、陰鬱で感情的な若い男に、人生とその無限の謎や冒険を愛しむことを教えるために存在する」 と述べた。
マニック・ピクシー・ドリーム・ガールという語が何を指すかについてはさまざまな指摘があり、比較的曖昧かつ幅広く使用されている。多くの場合、マニック・ピクシー・ドリーム・ガールは自分の幸せを追求せずに男性を助けるだけで成長せず、このため一緒にいる男性も全く成長しない。他のストックキャラクターで、白人の救世主に精神的、あるいは神秘的な支援を提供するためだけに存在しているように見える黒人キャラクターであるマジカル・ニグロと対比されることもある。どちらの場合も、こうしたストックキャラクターには内面が認められず、通常は主人公に重要な人生の教訓を提供するためだけに存在する。

## 例
マニック・ピクシー・ドリーム・ガールは、通常エキセントリックでクセのある性格であり、堂々と女の子っぽい振る舞いをする、作品内で変化しないキャラクターである。必ず男性の主人公（多くの場合、陰鬱だったり、落ち込んでいたりする）の恋の相手として登場する。
著名な例としては、ザック・ブラフが脚本・監督をつとめた『終わりで始まりの4日間』 (2004)に登場するナタリー・ポートマン演じるキャラクター、サムがあげられる。『終わりで始まりの4日間』のレビューで、ロジャー・イーバートはこの種のあまりリアリティのないキャラクターは、主人公の男性にとって「完全にアクセスしやすく、絶対的な魅力がある」と述べている。
A. V. クラブは『赤ちゃん教育』 (1938)でキャサリン・ヘプバーンが演じているスーザンはこのアーキタイプの早い例だとしている。これには批判もある。
フィルムスポッティングポッドキャストがマニック・ピクシー・ドリーム・ガールのトップ5ランキングを作成しており、ネイサン・ラビンがゲストとして登場して、自身のランキングリストも別に作って発表している。
| キャラクター                     | 演じた女優                     | 映画タイトル                       | 年   | 出典              |
| -------------------------------- | ------------------------------ | ---------------------------------- | ---- | ----------------- |
| スーザン・ヴァンス               | キャサリン・ヘプバーン         | 赤ちゃん教育                       | 1938 | [ 4 ]             |
| ジェリー・ジェファーズ           | クローデット・コルベール       | パームビーチ・ストーリー           | 1942 | [ 8 ]             |
| アン王女                         | オードリー・ヘプバーン         | ローマの休日                       | 1953 | [ 9 ]             |
| シュガー・ケーン・コワルチェック | マリリン・モンロー             | お熱いのがお好き                   | 1959 | [ 8 ]             |
| フラン・キューブリック           | シャーリー・マクレーン         | アパートの鍵貸します               | 1960 | [ 4 ]             |
| パトリシア・フランキーニ         | ジーン・セバーグ               | 勝手にしやがれ                     | 1960 | [ 10 ]            |
| カトリーヌ                       | ジャンヌ・モロー               | 突然炎のごとく                     | 1962 | [ 8 ]             |
| マリア・フォン・トラップ         | ジュリー・アンドルーズ         | サウンド・オブ・ミュージック       | 1965 | [ 11 ]            |
| コクリコ                         | ジュヌヴィエーヴ・ビュジョルド | まぼろしの市街戦                   | 1966 | [ 12 ]            |
| コリー・ブラッター               | ジェーン・フォンダ             | 裸足で散歩                         | 1967 | [ 13 ]            |
| トニ・シモンズ                   | ゴールディ・ホーン             | サボテンの花                       | 1969 | [ 14 ]            |
| ジュディ・マクスウェル           | バーブラ・ストライサンド       | おかしなおかしな大追跡             | 1972 | [ 3 ] [ 4 ]       |
| アニー・ホール                   | ダイアン・キートン             | アニー・ホール                     | 1977 | [ 4 ]             |
| サンディ                         | サラ・ジェシカ・パーカー       | L.A.ストーリー/恋が降る街          | 1991 | [ 15 ] [ 16 ]     |
| フェイ                           | 王菲                           | 恋する惑星                         | 1995 | [ 17 ]            |
| レイラ                           | クリスティーナ・リッチ         | バッファロー'66                    | 1998 | [ 18 ]            |
| ペニー・レイン                   | ケイト・ハドソン               | あの頃ペニー・レインと             | 2000 | [ 3 ]             |
| サラ・ディーヴァ                 | シャーリーズ・セロン           | スウィート・ノベンバー             | 2001 | [ 4 ] [ 19 ]      |
| サム                             | ナタリー・ポートマン           | 終わりで始まりの4日間              | 2004 | [ 2 ] [ 3 ] [ 5 ] |
| クレア・コルバーン               | キアステン・ダンスト           | エリザベスタウン                   | 2005 | [ 2 ]             |
| アリソン                         | ズーイー・デシャネル           | イエスマン “YES”は人生のパスワード | 2008 | [ 20 ]            |
| マギー・マードック               | アン・ハサウェイ               | ラブ & ドラッグ                    | 2010 | [ 21 ]            |
| ペネロープ・ロックハート         | キーラ・ナイトリー             | エンド・オブ・ザ・ワールド         | 2012 | [ 12 ]            |
| ヴァネロペ・フォン・シュウィーツ | サラ・シルバーマン             | シュガー・ラッシュ                 | 2012 | [ 22 ] [ 23 ]     |
| ベインズリー                     | メラニー・ティエリー           | ゼロの未来                         | 2013 | [ 24 ]            |
| マーゴ・ロス・シュピーゲルマン   | カーラ・デルヴィーニュ         | ペーパータウン                     | 2015 | [ 25 ]            |

### マニック・ピクシー・ドリーム・ガールではない例
- 『アニー・ホール』 (1977) のタイトルロールであるアニーはしばしばマニック・ピクシー・ドリーム・ガールだと言われるが、男性主人公から独立した目的を持っているので違うのではないかという意見もある[10]。
- 『エターナル・サンシャイン』 (2004) でケイト・ウィンスレットが演じるクレメンタインのキャラクターはマニック・ピクシー・ドリーム・ガール的なトロープの存在を認めてそうなることを拒否する。ジム・キャリーが演じるジョエルに対して「私が単なるコンセプトみたいなもんだと思ったり、私のおかげで自分が完成するとか、生きていられると思うような男も多いんだよね。でも、私は自分の心の平穏を求めてるメチャクチャな女ってだけなの。あんたのは結構だから[8]」。
- ズーイー・デシャネルが『(500)日のサマー』 (2009)で演じたサマーはしばしばマニック・ピクシー・ドリーム・ガールだと言われるが、この映画は女性を複雑に見える現実の人間として尊重するよりはモノとして理想化する危険性を示しているため、このトロープの脱構築だとみることができる。監督のマーク・ウェブは「うん。サマーにはマニック・ピクシー・ドリーム・ガールの要素がありますね。未熟な女性観なんでしょ。トムの女性観なんです。サマーが複雑だってことをトムはわかってなくて、結果的に失恋するんです。トムの目にはサマーは完璧なんですが、完璧には深みがない。サマーは女性じゃなく、段階みたいなもんなんです[26]」と述べている。
- スチュアート・マードック監督によるミュージカル映画『ゴッド・ヘルプ・ザ・ガール』 (2014) の主役であるイヴはこのトロープを転覆させたものであると言われている。主演女優のエミリー・ブラウニングはこのキャラクターが「アンチ・マニック・ピクシー・ドリーム・ガール」だと考え、イヴには「内面がある」し、「途方もなく自分のことに夢中で、オリーはイヴにミューズになってほしいんだけど、イヴは「いいえ結構、自分のなんじゃかんじゃで手一杯」って観じなんです」と言っている[27][28]。

## 批判
『ニューヨーク』マガジンのエンタテイメントセクションであるヴァルチャーのインタビューで、女優で脚本家のゾーイ・カザンは『ルビー・スパークス』について、マニック・ピクシー・ドリーム・ガールという言葉は還元的でキャラクターを矮小化しており、ミソジニー的だと批判した。カザンは『赤ちゃん教育』でキャサリン・ヘプバーンが演じるスーザンがマニック・ピクシー・ドリーム・ガールだとは思えないと述べている。カザンは「個々に特徴のあるひねった女性キャラクターをみんなひとまとめにそういうお題目に押し込めてしまうのは、違いをみんな消し去ってしまうことです」と述べている。
2012年12月のビデオで、AllMovieの批評家であるカミラ・コラーは、この言葉は男性主人公の幸せだけを求め、自身の複雑な問題には一切対処しない一面的な女性キャラクターを描写するには効果があると認めている。このため、この言葉を侮蔑的に使う場合は、主に男性パートナーの心を支える以上のことを女性キャラクターにやらせない脚本家に向けられていると考えたほうがよい。
2012年12月に『スレート』のアイシャ・ハリスは「マニック・ピクシー・ドリーム・ガール批判はこのアーキタイプそのものよりも一般的になった」と述べ、ラビンがこの言葉を作って以来、映画製作者は「こういうキャラクターについて気をつけて意識すること」を強いられるようになっており、このトロープは映画からだいたい消えて言っていると示唆している。
2013年7月、『ザ・カット』のキャット・ストーフェルは、この言葉じたいが性差別的だと主張し、「この言葉は、罪深いことに『アニー・ホール』のダイアン・キートンとか、実在の人間であるズーイー・デシャネルに向けられていますよね。いったいなんで実在の人を特徴づける性格が内面の欠如になるんです？」と述べている。
2013年4月に『ザ・ウィーク』でモニカ・バーティゼルも似たような感情を披瀝しており、「このかつては有用で簡潔に批判を示せるものだった言葉は、怠惰と性差別に落ち込んでしまっている」と書き、さらに「「マニック・ピクシー・ドリーム・ガール」という言葉は男性中心的な旅程において女性キャラクターが表面的な時に使う言葉だったが、それからフィクションや現実にいる特異な女性をバカにする侮蔑語になってしまっている」と述べた。

## 撤回
2014年7月、この言葉を作ったネイサン・ラビンが「マニック・ピクシー・ドリーム・ガール」という語の撤回を促した。ラビンによると、「曖昧な定義をしてしまった」ために、思いがけずこの言葉は意図していなかったような力を持つようになってしまった。現代社会における性差別的な意味合いを明らかにするためにこの言葉を作ったが、「言葉じたいがだんだん性差別的だと批判されるようになった」。非常に好かれている多くの女性キャラクターがこのトロープにあてはめられたせいでバックラッシュが起こった。これに応え、ラビンはニュアンスをこめて描かれたキャラクターはこのように限定された性質に分類されるものではなく、それゆえ「この止まらない怪物を作って」しまったせいでポップカルチャーにおわびしたいと述べている。
ラビンの撤回にもかかわらず、この語はその後もしばしば映画批評などで用いられている。

## マニック・ピクシー・ドリーム・ボーイ
このトロープの男性版であるマニック・ピクシー・ドリーム・ボーイやマニック・ピクシー・ドリーム・ガイについての議論も存在する。2014年にマット・パッチズが『ヴァルチャー』に書いた記事でが、『きっと、星のせいじゃない。』 (2014)のオーガスタス・ウォーターズがこう呼ばれ、「彼はバッドボーイで、スウィートハートで、馬鹿なジョックで、オタクで、哲学者で、詩人で、犠牲者で、サバイバーで、みんなが人生でなりたいもの全てで、我々が実際に人生の中で持てるものについての誤った考えすべてを示している 」と描写された。
マニック・ピクシー・ドリーム・ボーイのトロープは、『パークス・アンド・レクリエーション』や『30 ROCK/サーティー・ロック』でも指摘されている。こうした番組の女性主人公は、2012年の『グラントランド』の記事によると、「辛抱強く妻の頑固と癇癪を封じ、一方でクセの強いところを評価して、できるかぎり最高の自分になれるよう助けてくれる」男と結婚している（『パークス・アンド・レクリエーション』のレズリーはアダム・スコット演じるベン・ワイアットと、『30 ROCK』のリズはジェームズ・マースデン演じるクリス・クロスと結婚している）。
『ピッチ・パーフェクト』 (2012)でスカイラー・アスティンが演じたジェシーはマニック・ピクシー・ドリーム・ボーイのトロープを体現していると言われている。アナ・ケンドリック演じる非常にシリアスなキャラクターであるベッカをなだめて憂鬱から回復させ、人生を完全に受け入れられるようにする役割を果たすためにいるように見える。自身の物語を持っておらず、この映画においては人生の主要な目標も持っていない。

## 類似するトロープ

### アルゴリズムで定義されるファンタジーガール
マニック・ピクシー・ドリーム・ガールの別バージョンとして、アルゴリズムで定義されるファンタジーガールがいる。両者の違いは、後者が人間ではなく、ロボットや人工知能などだということである。機能は同じで、男性キャラクターの欲望を満たし、自らの欲望や人生の行程は持たずに相手の人生を助けることである。例としては、『ブレードランナー 2049』のジョイやスパイク・ジョーンズ監督の『Her/世界でひとつの彼女』に出てくるサマンサがいる。

## 関連文献
- Selisker, Scott (2015) "The Bechdel Test and the Social Form of Character Networks", New Literary History, 46:3, pp. 505-523.
- Solomon, Claire T. (2017) "Anarcho-Feminist Melodrama and the Manic Pixie Dream Girl (1929-2016)", Comparative Literature and Culture, 19:1, pp. 1-9.
- Weir, Rachel (2018) "Challenging the myth of the manic pixie dream girl", Jump Cut, 58.